# Rwanda Challenger 2025
Il Rwanda Challenger 2025 è stato un torneo maschile di tennis professionistico. È stata la 3ª edizione del torneo, facente parte della categoria Challenger 75 nell'ambito dell'ATP Challenger Tour 2025, con un montepremi di 100 000 $. Si è giocato dal 24 febbraio al 2 marzo 2025 sui campi in terra rossa di Kigali, in Ruanda.

## Partecipanti

### Teste di serie
| Nazionalità | Giocatore            | Ranking* | Testa di serie |
| ----------- | -------------------- | -------- | -------------- |
| Paesi Bassi | Jesper de Jong       | 105      | 1              |
| Spagna      | Carlos Taberner      | 177      | 2              |
| Francia     | Valentin Royer       | 188      | 3              |
| Francia     | Calvin Hemery        | 190      | 4              |
| Austria     | Lukas Neumayer       | 212      | 5              |
| Romania     | Filip Cristian Jianu | 226      | 6              |
| Spagna      | Oriol Roca Batalla   | 252      | 7              |
| Croazia     | Matej Dodig          | 264      | 8              |

* Ranking al 17 febbraio 2025.

### Altri partecipanti
I seguenti giocatori hanno ricevuto una wild card per il tabellone principale:
- Marco Cecchinato
- Maximus Jones
- Gabriele Pennaforti

I seguenti giocatori sono entrati in tabellone come alternate:
- Eliakim Coulibaly
- Nicholas David Ionel
- Maximilian Neuchrist
- Andrea Picchione

I seguenti giocatori sono passati dalle qualificazioni:
- Neil Oberleitner
- Guy den Ouden
- Luka Pavlovic
- Zdeněk Kolář
- Dominik Kellovský
- Andrej Martin

Il seguente giocatore è entrato in tabellone come lucky loser:
- Daniel Michalski

## Punti e montepremi
| Torneo    | Torneo              | V     | F     | SF    | QF    | 2T    | 1T  | Q | Q2  | Q1  |
| Singolare | Punti               | 75    | 44    | 22    | 12    | 6     | 0   | 4 | 2   | 0   |
| Singolare | Premi in denaro ($) | 9 880 | 5 820 | 3 450 | 2 000 | 1 165 | 720 | – | 360 | 185 |
| Doppio    | Punti               | 75    | 44    | 22    | 12    | –     | 0   | – | –   | –   |
| Doppio    | Premi in denaro ($) | 4 250 | 2 450 | 1 480 | 880   | –     | 500 | – | –   | –   |

## Campioni

### Singolare
Valentin Royer ha sconfitto in finale  Andrej Martin con il punteggio di 6–1, 6–2.

### Doppio
Jesper de Jong /  Max Houkes hanno sconfitto in finale  Geoffrey Blancaneaux /  Zdeněk Kolář con il punteggio di 6–3, 7–5.